# Správní obvod obce s rozšířenou působností Rumburk
Správní obvod obce s rozšířenou působností Rumburk je od 1. ledna 2003 jedním ze tří správních obvodů rozšířené působnosti obcí v okrese Děčín v Ústeckém kraji. Čítá 12 obcí.
Města Rumburk a Šluknov jsou obcemi s pověřeným obecním úřadem.

## Seznam obcí
Poznámka: Města jsou vyznačena tučně.
- Dolní Poustevna
- Doubice
- Jiříkov
- Krásná Lípa
- Lipová
- Lobendava
- Mikulášovice
- Rumburk
- Staré Křečany
- Šluknov
- Velký Šenov
- Vilémov

## Obyvatelstvo
| Rok  | Obyv.  | ± %    |
| ---- | ------ | ------ |
| 1869 | 71 164 | —      |
| 1880 | 74 430 | +4,6 % |
| 1890 | 75 820 | +1,9 % |
| 1900 | 79 414 | +4,7 % |
| 1910 | 85 038 | +7,1 % |

| Rok  | Obyv.  | ± %     |
| ---- | ------ | ------- |
| 1921 | 73 789 | −13,2 % |
| 1930 | 79 225 | +7,4 %  |
| 1950 | 36 574 | −53,8 % |
| 1961 | 36 050 | −1,4 %  |
| 1970 | 34 166 | −5,2 %  |

| Rok  | Obyv.  | ± %    |
| ---- | ------ | ------ |
| 1980 | 34 848 | +2 %   |
| 1991 | 32 764 | −6 %   |
| 2001 | 33 866 | +3,4 % |
| 2011 | 32 566 | −3,8 % |
| 2021 | 31 229 | −4,1 % |